# Episodi di The Grinder
La prima e unica stagione della serie televisiva The Grinder è stata trasmessa negli Stati Uniti dall'emittente Fox dal 29 settembre 2015 al 10 maggio 2016.
In Italia, la serie è stata trasmessa in prima visione sul canale satellitare Fox dal 24 giugno al 2 settembre 2016. In chiaro è inedita.
| nº | Titolo originale                         | Titolo italiano                 | Prima TV USA      | Prima TV Italia  |
| -- | ---------------------------------------- | ------------------------------- | ----------------- | ---------------- |
| 1  | Pilot                                    | Il principe del foro            | 29 settembre 2015 | 24 giugno 2016   |
| 2  | A Hero Has Fallen                        | La giustizia non ha prezzo      | 6 ottobre 2015    | 24 giugno 2016   |
| 3  | The Curious Disappearance of Mr. Donovan | La talpa                        | 13 ottobre 2015   | 1º luglio 2016   |
| 4  | Little Mitchard No More                  | Il vero Dean                    | 20 ottobre 2015   | 1º luglio 2016   |
| 5  | A Bittersweet Grind (Une Mouture Amer)   | La verità nascosta              | 3 novembre 2015   | 8 luglio 2016    |
| 6  | Dedicating This One to the Crew          | L'enigma dell'attore            | 10 novembre 2015  | 8 luglio 2016    |
| 7  | Buckingham Malice                        | Una persona normale             | 17 novembre 2015  | 15 luglio 2016   |
| 8  | Giving Thanks, Getting Justice           | Riprendiamoci il Ringraziamento | 24 novembre 2015  | 15 luglio 2016   |
| 9  | Grinder Rests in Peace                   | L'ultima scena                  | 1º dicembre 2015  | 22 luglio 2016   |
| 10 | The Olyphant in the Room                 | Un Olyphant in salotto          | 5 gennaio 2016    | 22 luglio 2016   |
| 11 | The Exodus                               | Il primo volo                   | 19 gennaio 2016   | 29 luglio 2016   |
| 12 | Blood is Thicker than Justice            | Il Tirocinante                  | 26 gennaio 2016   | 29 luglio 2016   |
| 13 | Grinder vs. Grinder                      | Grinder contro Grinder          | 2 febbraio 2016   | 5 agosto 2016    |
| 14 | The Retooling of Dean Sanderson          | Terapia di famiglia             | 9 febbraio 2016   | 5 agosto 2016    |
| 15 | The Ties That Grind                      | Addio, vecchio amico            | 16 febbraio 2016  | 12 agosto 2016   |
| 16 | Delusions of Grinder                     | Ripartire da zero               | 23 febbraio 2016  | 12 agosto 2016   |
| 17 | From the Ashes                           | Resurrezione                    | 1º marzo 2016     | 19 agosto 2016   |
| 18 | Genesis                                  | Genesis                         | 15 marzo 2016     | 19 agosto 2016   |
| 19 | A System on Trial                        | Il segreto                      | 12 aprile 2016    | 26 agosto 2016   |
| 20 | For the People                           | L'anniversario                  | 19 aprile 2016    | 26 agosto 2016   |
| 21 | Divergence                               | L'accordo                       | 3 maggio 2016     | 2 settembre 2016 |
| 22 | Full Circle                              | Chiudere il cerchio             | 10 maggio 2016    | 2 settembre 2016 |